# Sparebanken Vest-Ridley/Saison 2011
Dieser Artikel listet Erfolge und Mannschaft des Radsportteams Sparebanken Vest-Ridley in der Saison 2011 auf.

## Erfolge in der UCI Europe Tour
| Datum     | Rennen                   | Kat. | Fahrer                |
| --------- | ------------------------ | ---- | --------------------- |
| 3. August | 2a. Etappe Vuelta a León | 2.2  | Daniel Egeland Jarstø |

## Zugänge – Abgänge
| Zugänge            | Team 2010 | Abgänge           | Team 2011 |
| ------------------ | --------- | ----------------- | --------- |
| Håvard Blikra      | Neoprofi  | Geir Inge Berg    | Unbekannt |
| Ole Martin Ølmheim | Neoprofi  | Jan Frederik Grue | Unbekannt |
|                    |           | Anders Lund       | Unbekannt |

## Mannschaft
| Name                  | Geburtstag           | Nationalität |              |
| --------------------- | -------------------- | ------------ | ------------ |
| Håvard Blikra         | 2. November 1991     | Norwegen     |              |
| Filip Eidsheim        | 16. Februar 1990     | Norwegen     |              |
| Roy Hegreberg         | 25. März 1981        | Norwegen     |              |
| Daniel Egeland Jarstø | 18. Mai 1990         | Norwegen     |              |
| Ole Martin Ølmheim    | 21. Juli 1990        | Norwegen     |              |
| Frode Solberg         | 26. November 1987    | Norwegen     |              |
| Christofer Stevenson  | 25. April 1982       | Schweden     |              |
| Michael Stevenson     | 10. Juli 1984        | Schweden     |              |
| Johan Ziesler         | 19. Oktober 1990     | Norwegen     |              |
| Stagiaires            | Stagiaires           | Nationalität | Nationalität |
| Sven Erik Bystrøm     | Sven Erik Bystrøm    | Norwegen     |              |
| Fredrik Strand Galta  | Fredrik Strand Galta | Norwegen     |              |

## Platzierungen in UCI-Ranglisten
UCI Europe Tour 2011
|       | Fahrer                | Punkte |
| ----- | --------------------- | ------ |
| 229.  | Roy Hegreberg         | 69     |
| 433.  | Filip Eidsheim        | 36     |
| 433.  | Christofer Stevenson  | 36     |
| 539.  | Michael Stevenson     | 26     |
| 878.  | Daniel Egeland Jarstø | 8      |
| 1212. | Frode Solberg         | 2      |